# هربرت کارلسون
هربرت کارلسون (سوئدی: Herbert Carlsson; ۹ اوت ۱۸۹۶ – ۱۲ اکتبر ۱۹۵۲) بازیکن فوتبال اهل سوئد بود.
از باشگاه‌هایی که در آن بازی کرده‌است می‌توان به باشگاه فوتبال گوتبورگ اشاره کرد.
وی همچنین در تیم ملی فوتبال سوئد بازی کرده‌است.